# Shri Mataji Nirmala Devi
Nirmala Salve Shrivastava (n. 21 martie 1923, Chhindwara⁠(d), India Britanică, India – d. 23 februarie 2011, Genova, Italia este fondatoarea Sahaja Yoga, fiind cunoscută peste tot în lume sub numele de SHRI MATAJI NIRMALA DEVI. S-a născut în statul indian Maharashtra (orașul Chindwara), într-o familie creștină în anul 1923, în ziua echinocțiului de primăvară, 21 martie, exact la prânz. 

## Istoria familiei
Familia Salve descinde din istorica dinastie Shalivahan. O cronică a epocii (Bhavishyat Maha Purana, versetele 17-32) relatează că întemeietorul dinastiei (datând din anul 78 al erei creștine) l-a întâlnit în Kashmir pe Iisus Christos. Regele Shalivahan a fost ucis în bătălia de la Karar. 
Tatăl, Prasad Rao Krishnan Salve a fost cunoscut ca unul din apropiații lui Mahatma Gandhi, alături de care a luptat pentru independența Indiei. El a fost singurul creștin din Adunarea Constituantă a Uniunii Indiene în 1949.
Renumit filolog, cunoștea 14 limbi și a tradus Coranul în hindi. Soția sa a fost prima femeie din India care a obținut diploma în studii matematice. Cu toate acestea, viața ei a fost consacrată exclusiv familiei, ocupându-se de creșterea și educarea celor unsprezece copii. 

## Viața
Încă din copilărie era conștientă de anumite capacități personale și dorea să le pună la dispoziția umanității.
La nouă ani, NIRMALA (în sankrită: imaculata, pura) și-a însoțit tatăl la ashramul Sabarmati al lui Mahatma Gandhi. Recunoscând calitățile spirituale deosebite ale copilei, marele om politic a invitat-o să-și petreacă acolo vacanțele școlare în ashramul lui Gandhi și să participe la meditațiile zilnice pe care le conducea personal, la ora 4 dimineața. Mai târziu, devine conducătoarea unei mișcări de tineret pentru independența țării sale. 
NIRMALA SALVE a urmat apoi studii medicale pentru a descoperi legăturile dintre spiritualitate, energia subtilă Kundalini și corpul anatomic. Au urmat ani dificili, de lipsuri materiale și de persecuții: tânăra luptătoare pentru Independență a fost închisă ca și alți partizani ai eliberării Indiei. 
Căutătoare pasionată, în deceniile care au urmat a aprofundat domeniile filosofiei, psihologiei și biologiei.
Shri Mataji a urmat cursurile de medicină la Universitatea Creștină din Lahore și după câțiva ani s-a căsătorit cu dl. C.P. Shrivastava (secretar general al organizației maritime a O.N.U. până la sfârșitul lui decembrie 1989).
În anul 1947, s-a căsătorit cu Chandika Prasad Shrivastava care, după ce a fost director al Shipping Corporation of India între anii 1961-1974, a fost ales timp de patru legislaturi (până în 1989) Secretar General al United Nations International Maritime Organization, fiind obligat să locuiască împreună cu familia la Londra, unde își avea sediul acest organism al ONU. Regina Elisabeta a Angliei i-a acordat în iulie 1990 titlul nobiliar de Sir (fiind singurul indian după Independență care a avut această distincție) și celebrul Ordin Sf.Mihai și Sf.Gheorghe, cu rangul de cavaler comandor (Knight Commander). 
Guvernul indian l-a decorat în 1972 cu Ordinul Lotusului (Padmabushan), iar alte guverne i-au acordat nu mai puțin de 30 alte distincții. În prezent Sir C.P.Shrivastava este rectorul Universității Maritime Mondiale din Suedia. 
SHRI MATAJI a devenit mamă a două fiice, care s-au căsătorit în perioada anilor '60 și i-au dăruit apoi patru nepoți.
Începând cu anul 1970, când a considerat că s-a achitat de obligațiile sale familiale, SHRI MATAJI a putut să se consacre dezvăluirii unei noi metode: SAHAJA YOGA (YOGA SPONTANA), rod al unei stăruitoare căutări pe parcursul multor decenii de studii, ce reprezintă o sinteza între esența clasicei Yoga și tezaurul spiritualității din alte epoci și diferite zone geografice. Fără a-și cruța forțele, neobosită călătoare pe cele cinci continente, Shri Mataji poartă mesajul său tuturor celor care îl așteaptă.
Călătorește neîntrerupt pe cinci continente pentru a-și purta mesajul și pentru "a da realizarea" celor care o doresc: „Realizarea Sinelui este dreptul vostru și nu poate fi cumpărată “. Metoda constă în experimentarea trezirii energiei pure primordiale materne din interior numită Kundalini și perceperea la nivelul palmelor a stării energetice a organismului. 

## Recunoașteri internaționale
Televiziunea italiană a desemnat-o "personalitatea anului 1986". 
- Nominalizată de două ori la Premiul Nobel pentru Pace,
- Shri Mataji a primit în 1989 Medalia Păcii a Națiunilor Unite și a fost invitată la ONU pentru 4 ani consecutiv, între 1989-1994, să vorbească despre modalitățile de realizare a păcii mondiale.
- În 1990, ziarul "Pravda" a numit opera sa: "salvarea lumii".
- Între 1992 – 2000 a fost recunoscută și întâmpinată cu Declarații de primarii mai multor orașe din cele doua Americi (Los Angeles, British Columbia, Berkeley, Philadelphia, Cincinnati, Yonkers, Brasilia, Vancouver, Ottawa, Toronto etc.). În 1992, primarul din Cincinnati a proclamat 10 septembrie drept "ziua lui SHRI MATAJI NIRMALA DEVI", iar în 1993, primarul din Philadelphia a proclamat "ziua lui SHRI MATAJI NIRMALA DEVI" la 15 octombrie.
- În 1997 și 2000 Congresul SUA i-a dedicat Proclamații de recunoaștere, ce au fost incluse în Analele Congresului.
- Proclamații au fost date și de primarii orașelor Vancouver (la 26 sept.1994) și Los Angeles (la 29 sept.1994).
- Primul Ministru al Columbiei Britanice i-a adresat salutul său cu ocazia sosirii sale în Canada.
- Cu prilejul vizitei efectuate în China împreună cu soțul său, SHRI MATAJI a fost întâmpinată de Primul Ministru chinez și de alți înalți demnitari. Primarul din Brasilia a declarat-o membru de onoare al capitalei și i-a înmânat cheile orașului.
- Ca o recunoaștere a contribuțiilor sale în domeniile medicinei, filosofiei, psihologiei și biologiei, Shri Mataji a fost aleasă membru de onoare al prestigioasei Academii Petrovskaya de Științe și Arte din St.Petersburg, fondata de Petru cel Mare. Unii psihologi și psihanaliști renumiți (Jung, Jose Antonio Salgado) recomandă abordarea subiectului Realizarii Sinelui sau Constientizarii Sinelui prin experimentare, relaxare și meditație, aplicând principiile cunoașterii universale din toate religiile lumii.

În prezent, SAHAJA YOGA este răspândită în peste 90 de țări ale lumii. Aplicarea tratamentelor bazate pe SAHAJA YOGA în clinici din Delhi, Sydney, Londra, Moscova, St.Petersburg, Novosibirsk etc. au adus alinare multor suferinzi. În 1989 Ministerul Sănătății din fosta URSS a încheiat un protocol pentru aplicarea acestei metode, iar Conferința Medicală Internațională organizată de Academia Petrovskaia din St.Petersburg la 14-15 septembrie 1994 a consemnat rezultatele pozitive obținute în domeniul medical prin SAHAJA YOGA.